# فيلي بوخنر
فيلي بوخنر (بالألمانية: Willy Puchner) ولد بتاريخ 15 مارس عام 1952 في قرية ميستلباخ العائدة لولاية النمسا السفلى وهو مصور وفنان ورسام ومؤلف نمساوي.

## عن حياته
نشأ فيلي بوخنر في قرية ميستلباخ العائدة لولاية نمسا السفلى إبناً لأبوين يمتهنان التصوير الفوتوغرافي. وبين عامي 1967 و 1974 تلقى التعليم في قسم التصوير الفوتوغرافي في المعهد العالي للبحث وتعليم الرسم في فيينا، وقد درَّس في المعهد ذاته فيما بعد لمدة عامين. ومنذ عام 1978 يعمل كمصور ورسام وفنان ومؤلف بصورة مستقلة، وبين عامي 1983 و1988 قام بدراسة الفلسفة والصحافة والتاريخ وعلم الاجتماع ثم أكمل دراسة الفلسفة الاجتماعية عام 1988 بأطروحة الدبلوم تحت عنوان «عن التصوير الخاص» ومنذ عام 1989 يعمل بانتظام لدى الجريدة الفييناوية «فينر تسايتونج».
وذاع صيت فيلي بوخنر بمشروعه «شوق البطاريق»، حيث قام بالسفر مع بطريقين مصنوعين من البوليستر وإسماهما جو وسالي لمدة أربع سنوات إلى أماكن أشواقه وأشواقنا، أي إلى شواطئ البحار وإلى الصحارى وإلى مدن نيو يورك وسيدني وبكين وباريس وفينيسيا وطوكيو وهونولولو والقاهرة ليصورهما هناك. وأمام أعين البطريقين يتحول كل ما يبدو مألوفا وكل ما تم تصويره آلاف من المرات إلى شيء جديد وغير معهودة. وتحمست الجريدة الألمانية «فرانكفورتر ألجماينه تسايتونج (FAZ)» لهذا المشروع قائلة «وضعهما أمام معالم مشهورة وكأنهما سائحان ثم التقط لهما صوراً، وهكذا استطاع خلق أجمل ألبوم بصور سياحية في القرن العشرين، أي شوق البطاريق» (هكذا جاء في جريدة FAZ، 8 مارس عام 2001).
ويقضي فيلي بوخنر أوقاتاً طويلة مع المسنين وابتكر مشاريع «البالغون الـ 90 من أعمارهم» و«الحوار مع العُمر» و«البالغون الـ 100 من أعمارهم» و«تاريخ الحياة والتصوير الفوتوغرافي» و«الحب في الكبر».

## العروض
- متحف الفن الحديث في فيينا (النمسا)
- دار الفنانين في فيينا (النمسا)
- مهرجان «خريف شتايرمارك» في جراتس (النمسا)
- برلين وبريمن وكليفه وبراونشفايغ (ألمانيا)
- نورفوك وواشنطن (الولايات المتحدة)
- بومباي (الهند)
- بيروت (لبنان)
- طوكيو وأوساكا وأويتا وناجويا وسابورو (اليابان)

## المؤلفات
- "Bäume"أشجار (مع نص من نصوص هنري ديفد ثورو)
- "Zum Abschied, zur Wiederkehr" للوداع، للعودة (مع نصوص هرمان هسه)
- "Strahlender Untergang" دمار رائع (مع نص من نصوص كريستوف رانسماير)
- "Die Wolken der Wüste" غيوم الصحراء
- "Dorfbilder" صور القرى
- "Die Sehnsucht der Pinguine" شوق البطاريق
- "...Ich bin" أنا...
- "Tagebuch der Natur" كشكول ذكريات البيئة
- "Illustriertes Fernweh" الشوق إلى أقاصي البلاد بالصور. عن السفر والعودة إلى البيت

## وصلات
- Willy Puchner صفحة فيلي بوخنر
- Fotohof Gallery's database entry on Willy Puchner

## روابط خارجية
- فيلي بوخنر على موقع ديسكوغز (الإنجليزية)